# Marcelino da Costa
Marcelino da Costa (15 de setembro de 1983) é um futebolista timorense. Atualmente, atua como atacante da Seleção Timorense de Futebol.